# Pseudorhiza
Pseudorhiza is een geslacht van neteldieren uit de familie van de Lychnorhizidae.

## Soorten
- Pseudorhiza aurosa von Lendenfeld, 1882
- Pseudorhiza haeckeli Haacke, 1884